# ВЭФ (баскетбольный клуб)
ВЭФ (латыш. Rīgas VEF) — латвийский мужской баскетбольный клуб из Риги. Выступает в Лиге чемпионов ФИБА и Латвийско-эстонской баскетбольной лиге.

## О клубе
Команда была образована в 1958 году под покровительством «ГЭЗ» — государственного электротехнического завода (латыш. VEF). В советские времена команда не раз становилась обладателем бронзовых медалей.
В перестройку команда прекратила своё существование, в 2007 году клуб был возрождён. Выступал в Единой лиге ВТБ с 2007 по 2019 год — дважды попадал в плей-офф, но дальше 1/4 финала не проходил (в 2017 и 2018 годах).

## Сезоны
| Сезон   | Лига         | Единая лига ВТБ  | Балтийская лига                   | Еврокубки                          |
| ------- | ------------ | ---------------- | --------------------------------- | ---------------------------------- |
| 2007/08 | Полуфиналист | —                | Финалист Кубка вызова             | —                                  |
| 2008/09 | Полуфиналист | —                | Финалист Кубка вызова             | —                                  |
| 2009/10 | Финалист     | Регулярный сезон | 6-е место                         | Регулярный сезон Кубка вызова ФИБА |
| 2010/11 | Чемпион      | Регулярный сезон | Финалист                          | Групповой этап Еврокубка           |
| 2011/12 | Чемпион      | Регулярный сезон | 3-е место                         | Last-16 Еврокубка                  |
| 2012/13 | Чемпион      | Четвертьфиналист | —                                 | Last-16 Еврокубка                  |
| 2013/14 | Финалист     | Регулярный сезон | —                                 | Регулярный сезон Еврокубка         |
| 2014/15 | Чемпион      | Регулярный сезон | —                                 | Регулярный сезон Еврокубка         |
| 2015/16 | Финалист     | Регулярный сезон | —                                 | —                                  |
| 2016/17 | Чемпион      | Четвертьфиналист | —                                 | —                                  |
| 2017/18 | Финалист     | Четвертьфиналист | —                                 | —                                  |
| 2018/19 | Чемпион      | Четвертьфиналист | Финалист Латвийско-эстонской лиги | —                                  |
| 2019/20 | Чемпион      | —                | Участник Латвийско-эстонской лиги | Групповой этап Лиги чемпионов      |
| 2020/21 | Чемпион      | —                | Финалист Латвийско-эстонской лиги | Плей-офф Лиги чемпионов            |

## Достижения
Чемпионат СССР
- Бронзовый призёр (3): 1960, 1966, 1991

Балтийская баскетбольная лига
- Серебряный призёр: 2010/2011
- Бронзовый призёр: 2011/2012

Латвийско-эстонская баскетбольная лига
- Чемпион (2): 2021/2022, 2024/2025
- Серебряный призёр (2): 2018/2019, 2020/2021
- Бронзовый призёр: 2023/2024

Чемпионат Латвии
- Чемпион (6): 2010/2011, 2011/2012, 2012/2013, 2014/2015, 2016/2017, 2018/2019, 2019/2020, 2020/2021
- Серебряный призёр (4): 2009/2010, 2013/2014, 2015/2016, 2017/2018